# René Enjalbert
René Enjalbert est un agriculteur et un homme politique français né le 8 septembre 1890 à Aïn Témouchent, en Algérie, et décédé le 29 décembre 1976 à Hyères, dans le Var.

## Biographie
Agriculteur, ancien combattant de la Première Guerre mondiale, il est adjoint au maire d'Aïn Témouchent entre 1919 et 1940. En 1936, il se présente aux élections législatives sous les couleurs des Radicaux indépendants. Élu, il rejoint le groupe de la Gauche démocratique et radicale indépendante, issu de l'ancienne Gauche radicale.
Le 10 juillet 1940, il ne prend pas part au vote sur la remise des pleins pouvoirs au Maréchal Pétain. En 1951, il retrouve un mandat parlementaire en devenant sénateur d'Oran, élu cette fois comme républicain indépendant. Réélu en 1952 et 1959, il abandonne définitivement le Parlement quand l'Algérie devient indépendante.
Il décède sur la Côte d'Azur en 1976.

## Sources
- « René Enjalbert », dans le Dictionnaire des parlementaires français (1889-1940), sous la direction de Jean Jolly, PUF, 1960 [détail de l’édition]